# Можайское (Белгородская область)
Можайское — село в Новооскольском городском округе Белгородской области.

## География
Находится в центральной части Белгородской области, в лесостепной зоне, в пределах юго-западного склона Среднерусской возвышенности, на правом берегу реки Плотвы, к югу от автодороги М2, на расстоянии примерно 19 километров (по прямой) к западу-юго-западу от города Новый Оскол, административного центра района. Абсолютная высота — 131 метр над уровнем моря.

### Климат
Климат характеризуется как умеренно континентальный, с относительно мягкой зимой и тёплым продолжительным летом. Среднегодовая температура воздуха — 5,4 °C. Средняя температура воздуха самого холодного месяца (января) — −9,2 °C; самого тёплого месяца (июля) — 16,4 — 24,3 °C. Безморозный период длится в среднем 155—160 дней. Годовое количество атмосферных осадков — 527—595 мм, из которых большая часть выпадает в тёплый период.

### Часовой пояс
Село Можайское как и вся Белгородская область, находится в часовой зоне МСК (московское время). Смещение применяемого времени относительно UTC составляет +3:00.

## Население
| 2002 | 2010 |
| ---- | ---- |
| 134  | ↘118 |

### Половой состав
По данным Всероссийской переписи населения 2010 года в гендерной структуре населения мужчины составляли 42,4 %, женщины — соответственно 57,6 %.

### Национальный состав
Согласно результатам переписи 2002 года, в национальной структуре населения русские составляли 97 %.